# Бур ле Конт
Бур ле Конт (фр. Bourg-le-Comte) насеље је и општина у источном делу централне Француске у региону Бургоња, у департману Саона и Лоара која припада префектури Шарол.
По подацима из 2011. године у општини је живело 209 становника, а густина насељености је износила 18,33 становника/km². Општина се простире на површини од 11,4 km². Налази се на средњој надморској висини од 289 метара (максималној 316 m, а минималној 238 m).

## Демографија
| 1962. | 1968. | 1975. | 1982. | 1990. | 1999. | 2011. |
| ----- | ----- | ----- | ----- | ----- | ----- | ----- |
| 304   | 330   | 261   | 219   | 210   | 202   | 209   |

График промене броја становника у току последњих година